# Temple Hill Entertainment
Temple Hill Entertainment ou Temple Hill Productions é uma empresa estadunidense baseada em produção cinematográfica, criada em fevereiro de 2006 pelos produtores Wyck Godfrey e Marty Bowen. O primeiro filme produzido da empresa foi The Nativity Story, em 2006, pela diretora Catherine Hardwicke. O estúdio é famoso por produzir a série de filmes Twilight.

## Filmografia
- The Nativity Story (2006)
- Alien Invasion Arizona (2007)
- Management (2008)
- Twilight (2008)
- The Twilight Saga: New Moon (2009)
- Dear John (2010)
- The Twilight Saga: Eclipse (2010)
- Everything Must Go (2010)
- Ten Years10 Years (2011)
- The Twilight Saga: Breaking Dawn – Part 1 (2011)
- The Twilight Saga: Breaking Dawn – Part 2 (2012)
- Safe Haven (2013)
- The Fault in Our Stars (2014)
- The Maze Runner (2014)
- Tracers (2014)
- The Longest Ride (2015)
- Bagman (2024)